# Handknattleikssamband Íslands
Handknattleikssamband Íslands ("HSÍ") ordnar med organiserad handboll i Island, och bildades den 11 juni 1957. Huvudkontoret finns i Reykjavik. Förbundet är medlem av Íþrótta- og Ólympíusambandi Íslands (ÍSÍ), och International Handball Federation (IHF) sedan 1984 och europeiska handbollsförbundet (EHF) sedan 1991.

### Fotnoter
1. ↑  http://wayback.vefsafn.is/wayback/20100813140338/www.isi.is/pages/adrarsidur/sersambond/handknattleikur/
2. ↑  ”International Handball Federation”. Arkiverad från originalet den 22 oktober 2015. https://web.archive.org/web/20151022094125/http://www.ihf.info/theihf/continentalfederations/europeanhandballfederationehf/listoffederations/icelandhandballfederation/tabid/4772/default.aspx. Läst 23 augusti 2011.